# NGC 1779
NGC 1779 је спирална галаксија у сазвежђу Еридан која се налази на NGC листи објеката дубоког неба.
Деклинација објекта је - 9° 8' 52" а ректасцензија 5h 5m 18,0s. Привидна величина (магнитуда) објекта NGC 1779 износи 12,1 а фотографска магнитуда 13,0. NGC 1779 је још познат и под ознакама MCG -2-13-41, IRAS 05029-0912, PGC 16713.